# Distretto di Sai Noi
Il distretto di Sai Noi (in thailandese: ไทรน้อย) è un distretto (amphoe) della Thailandia situato nella provincia di Nonthaburi.